# Karl August Schember

Karl August Schember im August 1898

Karl August Schember (* 26. Juli 1838 in Wien; † 29. März 1917 ebenda) war ein österreichischer Industrieller und Mitinhaber der von Conrad Schember gegründeten Waagen- und Maschinenfabrik C. Schember & Söhne. Die Gesellschaft hatte ihren Sitz im 3. Wiener Gemeindebezirk Landstraße, in der Unteren Weißgerberstraße 8. Der Pioniergeist Conrad Schembers und die Innovationsfreudigkeit seiner Söhne ließen das Unternehmen florieren und machten seine Erzeugnisse weit über die Grenzen der Monarchie hinaus bekannt. 1878 wurde der Geschäftsbetrieb erweitert und in Budapest eine vollständig unabhängige Schwesterfabrik errichtet. Nach dem Ausscheiden von Conrad Schember im Dezember 1883 führte Karl August den Betrieb mit seinen Brüdern Ludwig und Albert weiter. 1887 erwarb die Firma ein großes Areal in der Gemeinde Atzgersdorf und begann sofort mit dem Bau eines Fabrikgebäudes, das im darauffolgenden Jahr fertiggestellt wurde. Von den Erweiterungsbauten, die bis 1895 entstanden und unter anderem ein Wohnhaus, einen Kanzleipavillon sowie Shedhallen mit Kessel- und Dampfhaus umfassten, ist fast nichts mehr erhalten; die Gebäude fielen den Zerstörungen im Zweiten Weltkrieg zum Opfer. 1908 ließ Karl Schember das nach ihm benannte „Karlwerk“ in der Gatterederstraße ausführen. Dieser frühe Stahlbetonbau bestimmt mit seiner schlichten, zweckgebundenen Gestalt bis heute das historische Industriegebiet an der Südbahntrasse in Atzgersdorf.
Am 22. Februar 1902 konnte Karl Schember im Kreise seiner Beamten und Mitarbeiter sein 50-jähriges Berufsjubiläum feiern. 15 Jahre später, am 20. Februar 1917 – nur 5 Wochen vor seinem Tod – wurde die offene Gesellschaft in eine Aktiengesellschaft umgewandelt. Die Anteile wurden zum größten Teil von den bisherigen Firmeninhabern (Karl Schember, Ing. Ludwig Schember, Kornelius Schember und Jakob Schruf, ein Schwiegersohn des Bruders Albert) übernommen, welche auch die kaufmännische und technische Leitung des Unternehmens beibehielten. Die Firma besaß zu diesem Zeitpunkt neben der Produktionsstätte in Wien-Atzgersdorf Zweigniederlassungen in Budapest, Triest, Prag und Reichenberg. Sie beschäftigte bis zu 600 Mitarbeiter.
Karl Schember zählte zum Kreis der reichsten Wienerinnen und Wiener des Jahres 1910 und wohnte am Firmensitz in der Gatterederstraße. Er führte ein sehr zurückgezogenes Leben und mied Auftritte in der Öffentlichkeit. Über sein Privatleben ist daher nur wenig bekannt. Am 10. Jänner 1882 heiratete er – im 43. Lebensjahr stehend – die um 13 Jahre jüngere Eleonora Anger aus Znaim. 1891 wurde ihm das Bürgerrecht der Stadt Wien, ein Jahr später der Titel „kaiserlicher Rat“ verliehen.
Karl Schember starb an Herzversagen. Er wurde auf dem Friedhof in Atzgersdorf begraben. Seine Frau Lori folgte im 17 Jahre später, am 1. Juni 1934.
In Wien-Liesing erinnert die Schemberstraße an das Wirken dieses geschäftstüchtigen Unternehmers.